# Rychnov nad Kněžnou-i járás

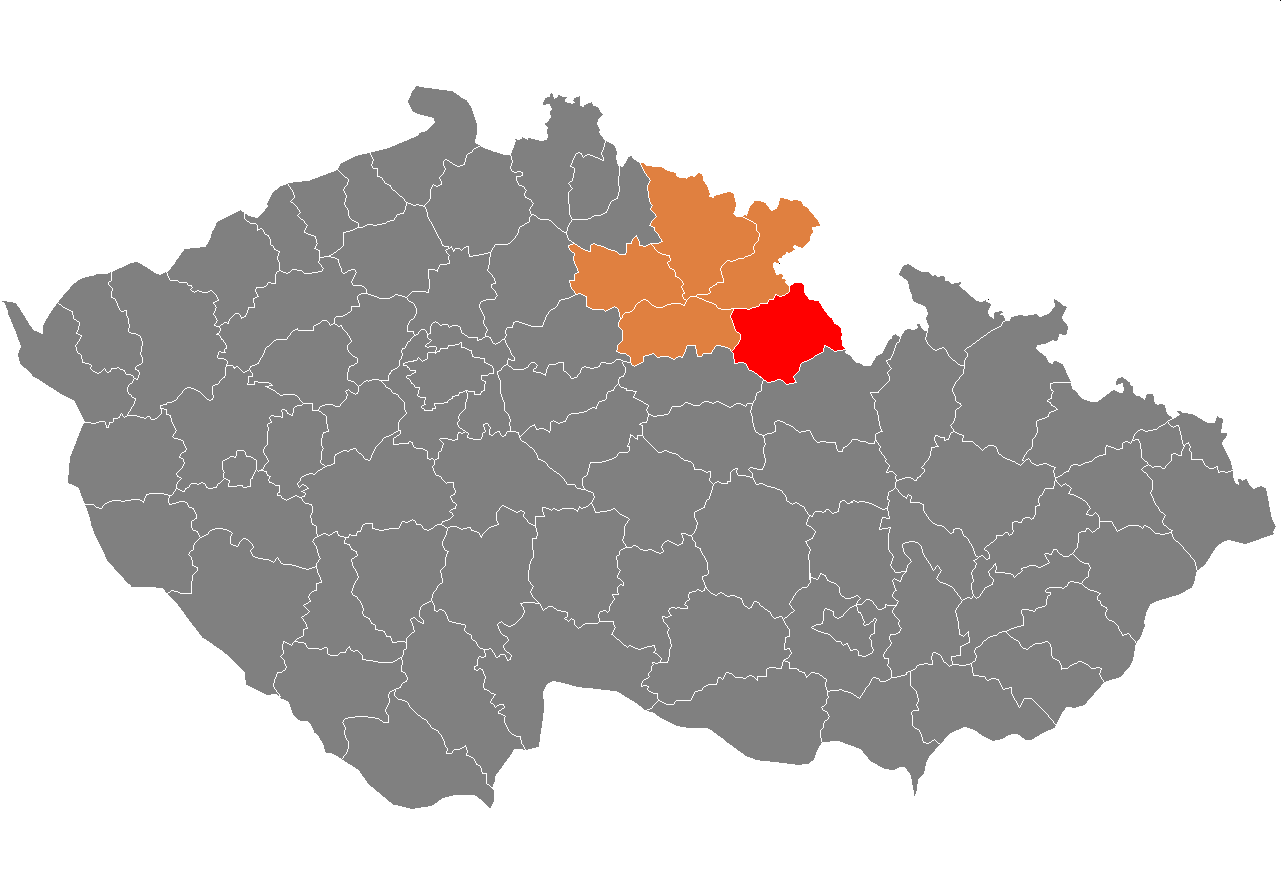
A Rychnov nad Kněžnou-i járás

Rychnov nad Kněžnou-i járás (csehül: Okres Rychnov nad Kněžnou) közigazgatási egység Csehország Hradec Králové-i kerületében. Székhelye Rychnov nad Kněžnou. Lakosainak száma 78 640 fő (2007). Területe 981,78 km².

## Városai, mezővárosai és községei
A városok félkövér, a mezővárosok dőlt, a községek álló betűkkel szerepelnek a felsorolásban.
Albrechtice nad Orlicí •
Bačetín •
Bartošovice v Orlických horách •
Bílý Újezd •
Bohdašín •
Bolehošť •
Borohrádek •
Borovnice •
Bystré •
Byzhradec •
Častolovice •
Čermná nad Orlicí •
Černíkovice •
České Meziříčí •
Čestice •
Chleny •
Chlístov •
Deštné v Orlických horách •
Dobřany •
Dobré •
Dobruška •
Doudleby nad Orlicí •
Hřibiny-Ledská •
Jahodov •
Janov •
Javornice •
Kostelec nad Orlicí •
Kostelecké Horky •
Kounov •
Králova Lhota •
Krchleby •
Kvasiny •
Lhoty u Potštejna •
Libel •
Liberk •
Lično •
Lípa nad Orlicí •
Lukavice •
Lupenice •
Mokré •
Nová Ves •
Očelice •
Ohnišov •
Olešnice •
Olešnice v Orlických horách •
Opočno •
Orlické Záhoří •
Osečnice •
Pěčín •
Podbřezí •
Pohoří •
Polom •
Potštejn •
Přepychy •
Proruby •
Říčky v Orlických horách •
Rohenice •
Rokytnice v Orlických horách •
Rybná nad Zdobnicí •
Rychnov nad Kněžnou •
Sedloňov •
Semechnice •
Skuhrov nad Bělou •
Slatina nad Zdobnicí •
Sněžné •
Solnice •
Svídnice •
Synkov-Slemeno •
Třebešov •
Trnov •
Tutleky •
Týniště nad Orlicí •
Val •
Vamberk •
Voděrady •
Vrbice •
Záměl •
Žďár nad Orlicí •
Zdelov •
Zdobnice

## Fordítás
- Ez a szócikk részben vagy egészben  a   Rychnov nad Kněžnou District című angol Wikipédia-szócikk ezen változatának fordításán alapul.  Az eredeti cikk szerkesztőit annak laptörténete sorolja fel. Ez a jelzés csupán a megfogalmazás eredetét és a szerzői jogokat jelzi, nem szolgál a cikkben szereplő információk forrásmegjelöléseként.
- Ez a szócikk részben vagy egészben  az   Okres Rychnov nad Kněžnou című cseh Wikipédia-szócikk ezen változatának fordításán alapul.  Az eredeti cikk szerkesztőit annak laptörténete sorolja fel. Ez a jelzés csupán a megfogalmazás eredetét és a szerzői jogokat jelzi, nem szolgál a cikkben szereplő információk forrásmegjelöléseként.